# Wilhelm Höffert
Wilhelm Höffert, né à Stralsund dans le Royaume de Prusse en Poméranie le 25 octobre 1832 et mort le 8 avril 1901 à Wiesbaden, est un photographe allemand, attaché à la cour royale de Prusse ; il a travaillé et créé des studios photographiques dans de nombreuses villes européennes dont Göteborg, Dresde, Leipzig, Chemnitz, Bad Ems, Nice, Hambourg, Magdebourg, Breslau, Hanovre, Berlin et Düsseldorf.

## Biographie
Ernst Friedrich Wilhelm Hugo Höffert est le fils de l'acteur et metteur en scène Wilhelm David Höffert et de son épouse l'actrice Emilie Höffert (1808-1857), fille de l'acteur Ludwig Devrient, d'origine française, qui jouaient en 1832-1833 au théâtre de Stralsund. En 1840, sa mère est engagée au théâtre de la cour grand-ducale à Schwerin ; de 1845 à 1851, elle est actrice au théâtre de la cour d'Oldenbourg.
Höffert étudie la peinture, plus particulièrement le portrait, de 1848 à 1850 à l'Académie des beaux-arts de Düsseldorf ; il y a pour professeurs Karl Ferdinand Sohn et Theodor Hildebrandt.
En 1860, Höffert s'installe à Göteborg en Suède où il s'associe avec le photographe et peintre Moritz Unna (de) qui avait ouvert en 1853 dans la ville un atelier de photographie en tant que daguerréotypiste ; leur studio, « Unna & Höfferts Fotografiska Atelier », est installé Södra Hamngatan 41. En 1862, le partenariat est dissous ; Unna s'installe Copenhague où il reprend l'atelier photographique de Peter Ludwig Rudolph Striegler (1816-1876) et Höffert revient en Allemagne ; il obtient en septembre 1863 le droit de cité à Dresde et y ouvre un atelier de photographie au 10 Marienstraße. Il épouse en 1867 Bohumila (Mila) Wehle, la fille de l'écrivain sorabe Jan Radyserb Wjela ; le couple a trois fils.
Höffert ouvre des succursales photographiques dans plusieurs villes en Allemagne sous le nom de « W. Höffert » puis « W. Höffert Hofphotograph »), la première à Leipzig au printemps 1871. Il y réalise le portrait de la princesse Carola de Vasa et de son fiancé le prince héritier Albert de Saxe et est nommé photographe de cour en mai 1872. En novembre 1873, Höffert ouvre un autre atelier à Karlsruhe, qui fonctionne jusqu'en 1877. En octobre 1875, la société « W. Höffert » est inscrite au registre du commerce de l'État de Saxe avec son siège à Dresde. Hôffert participe en août 1877 à la troisième exposition itinérante de la Deutscher Photographen-Verein. Un article du journal Leipziger Tageblatt und Anzeiger du 2 novembre 1878 indique qu'Höffert exploite des ateliers à Leipzig, Dresde, Nice, Hanovre, Chemnitz et Bad Ems. En mars 1888, il est chargé de faire la Photographie post-mortem de l'empereur Guillaume Ier dont le corps était exposé sur un lit de parade dans la cathédrale de Berlin.
Wilhelm Höffert a ouvert un atelier à Nice en 1875 aux 3 et 5 de la rue du Temple ; les annuaires niçois de 1877 et de 1879 le signalent, et Höffert figure dans le recensement de la ville de Nice en 1876 sous le nom de Guillaume Hoeffret, allemand, âgé de 44 ans, résidant au 5, rue du Temple, avec Guillaume Reispochier, allemand, 19 ans, apprenti photographe.
À partir de 1887, Höffert et son épouse vivent séparément. Höffert semble-t-il mène une double vie ; lors d'un séjour aux États Unis en 1892, il est accompagné d'une « Mrs. Wilhelm Hoffert », âgée de 30 ans, et d'une enfant de 2 ans, Jeta Hoffert, d'après les registres d'Ellis Island.
Wilhelm Höffert meurt à Wiesbaden le 8 avril 1901. Son épouse Mila Höffert continue l'entreprise avec son fils Paul Ludwig, mais hérite de dettes d'un montant considérable. En juillet 1904, Mila Höffert et son fils sont jugés pour escroquerie devant le tribunal de grande instance de Dresde et condamnés à des peines de prison.

## Sélection de photographies

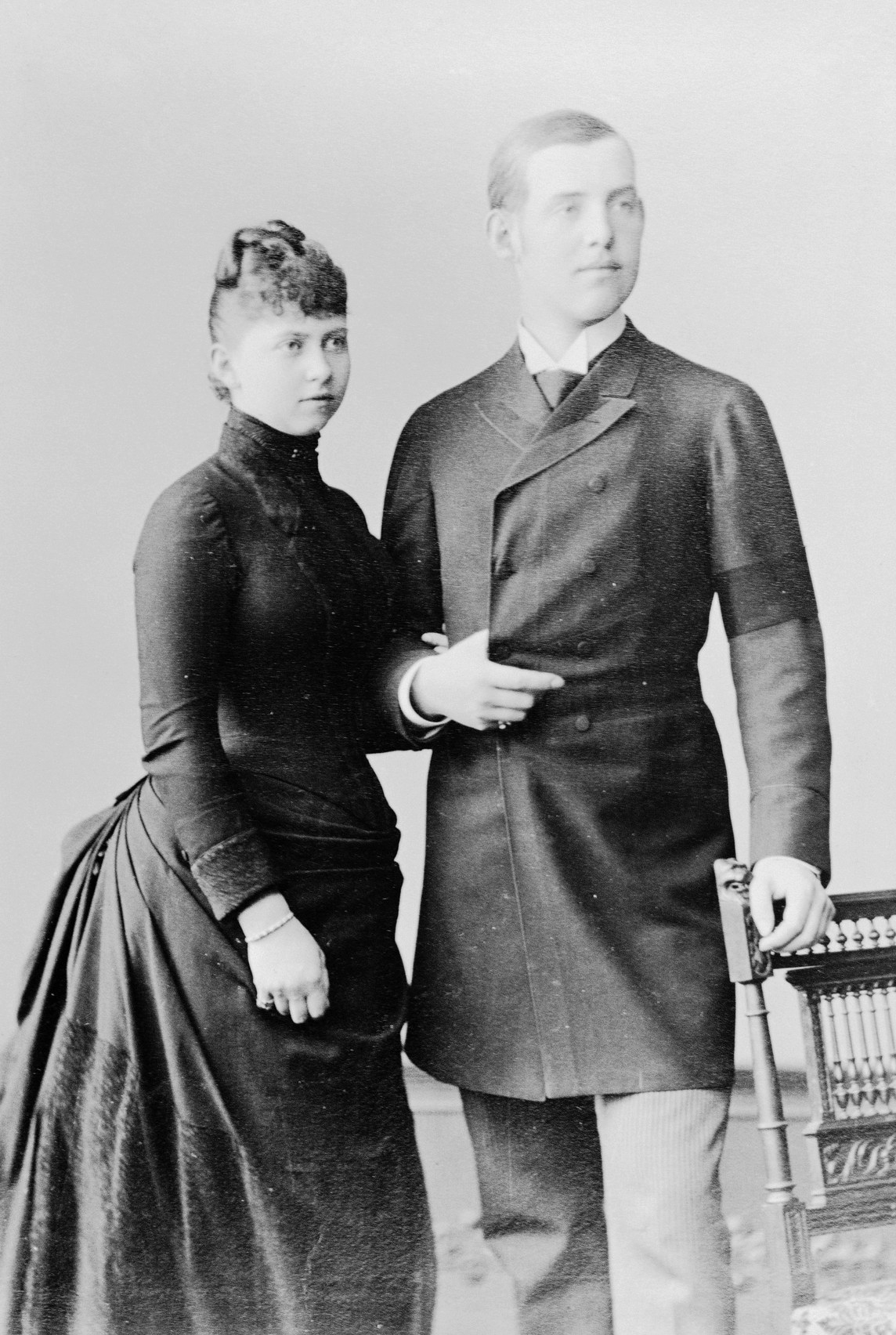
La princesse Sophie de Prusse et le futur roi de Grèce Constantin Ier, septembre 1888.
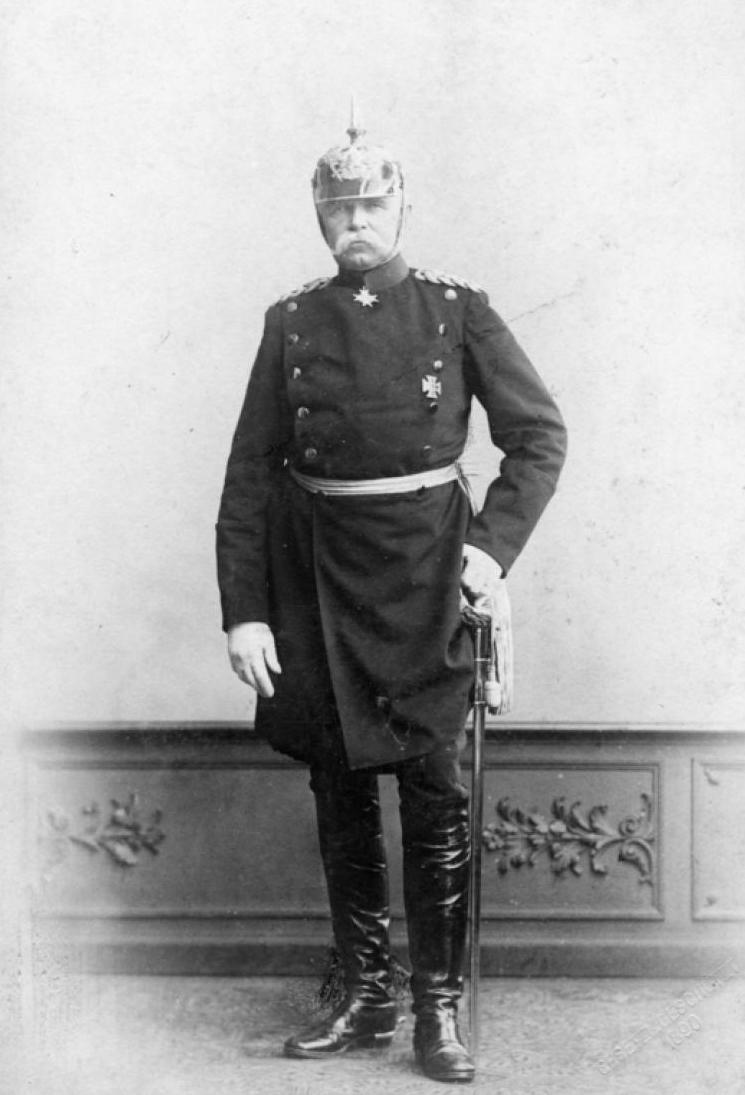
Le chancelier Leo von Caprivi, janvier 1890.
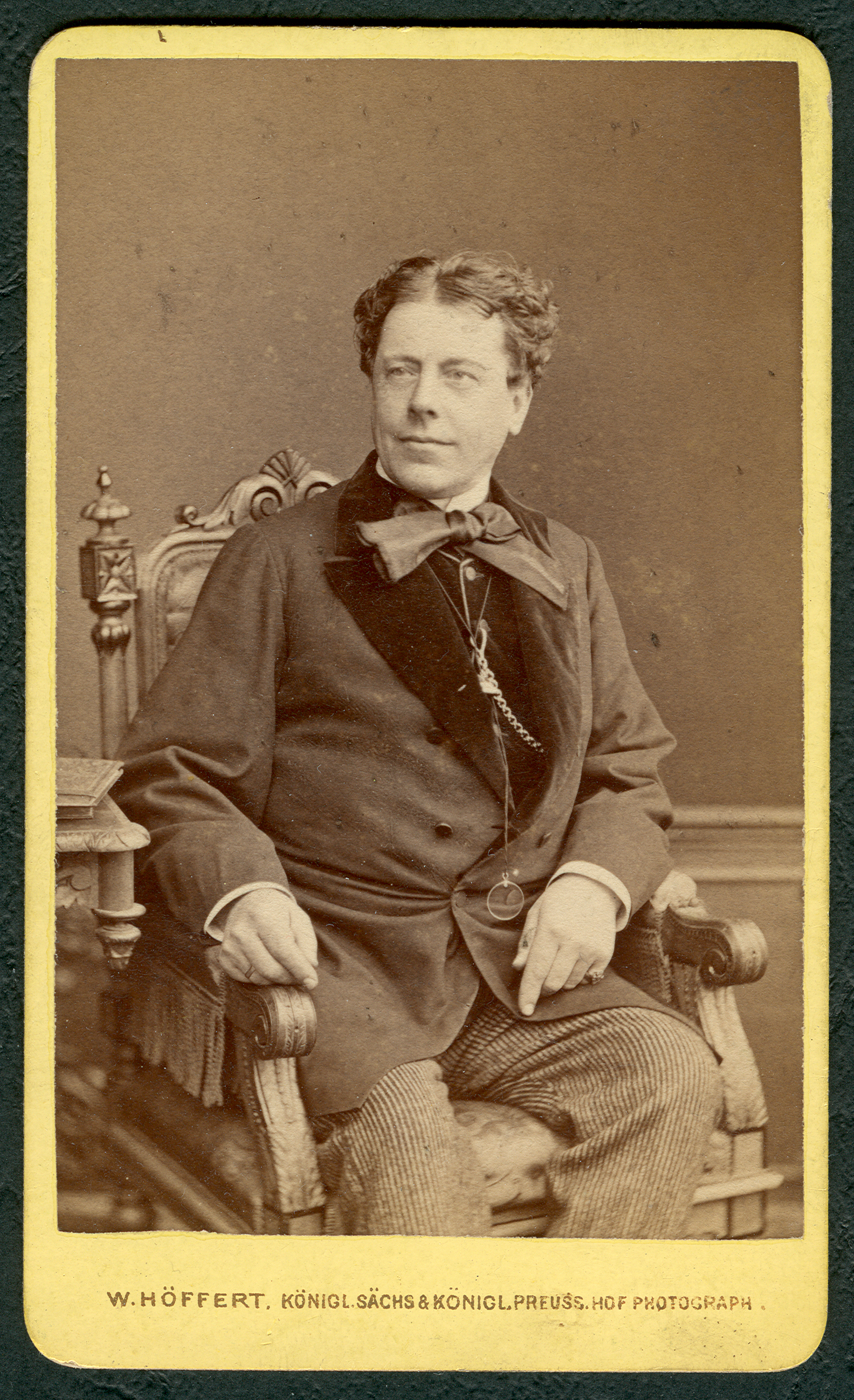
L'acteur Carl Mittell (de), vers 1877.
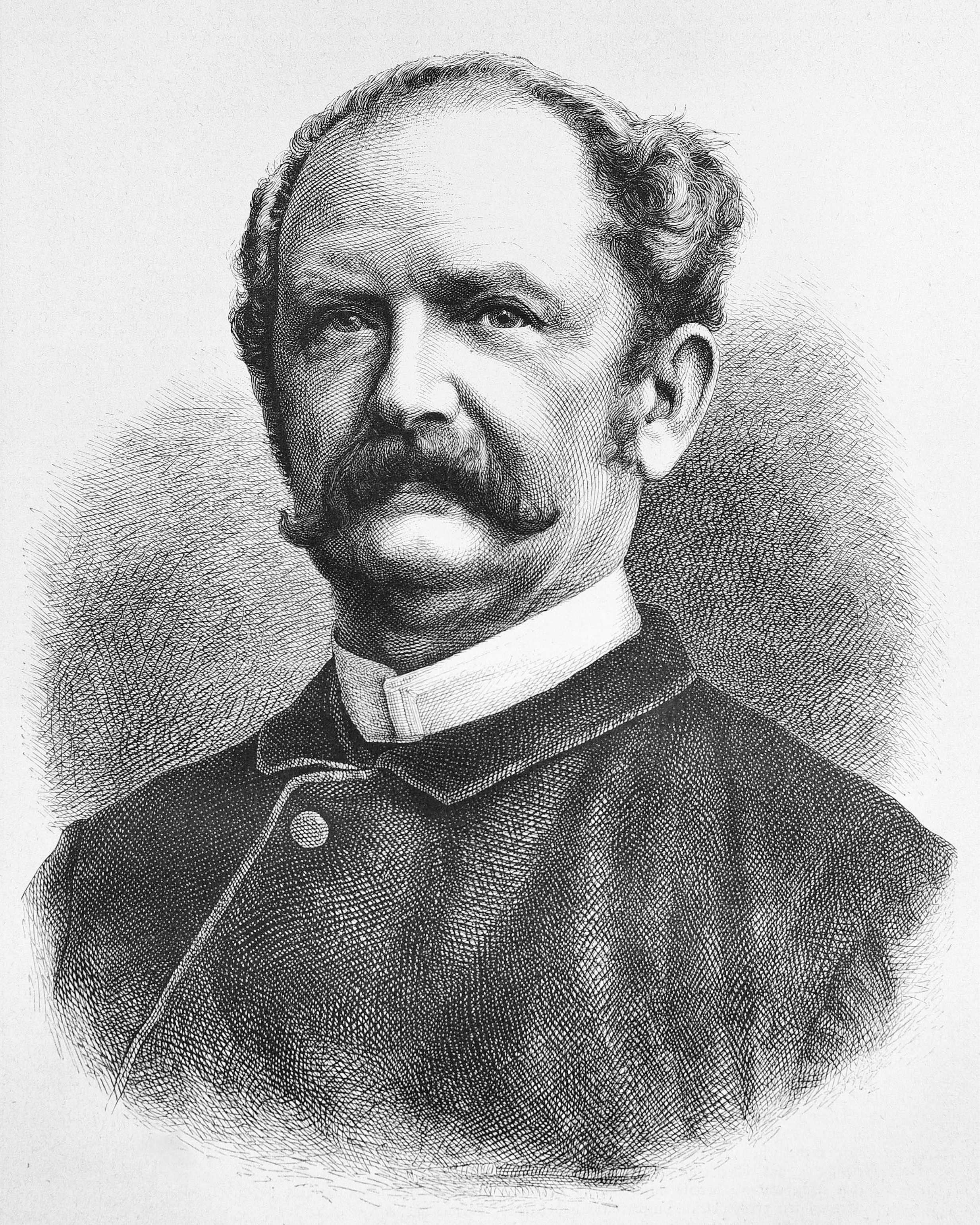
Ernst Keil (de), fondateur, éditeur et rédacteur en chef de la revue Die Gartenlaube, 1878. Gravure d'Adolf Neumann d'après une photographie de Wilhelm Höffert.
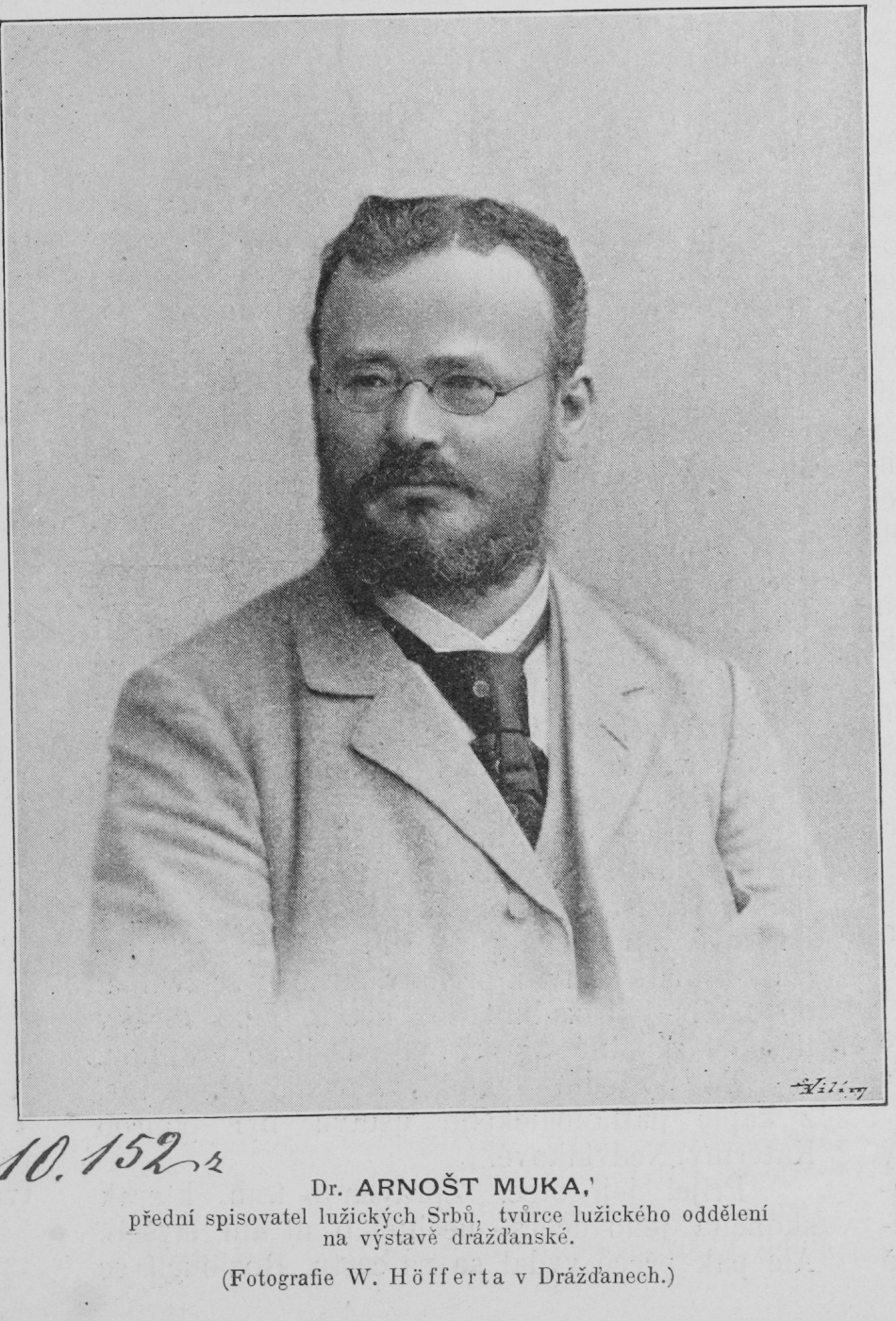
L'écrivain Arnošt Muka, septembre 1896.
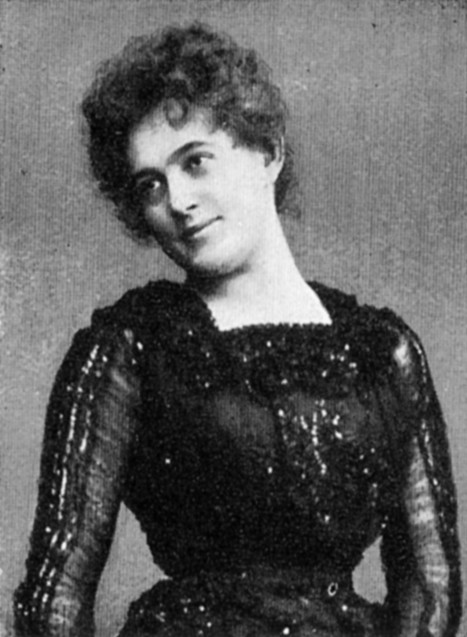
L'actrice Agnes Sorma (de).
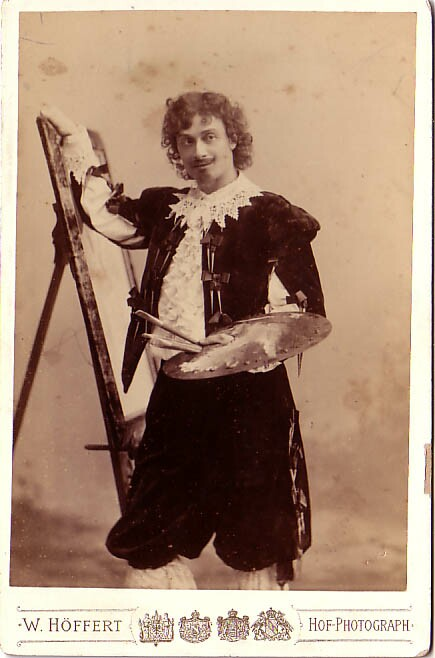
L'acteur Josef Kainz.
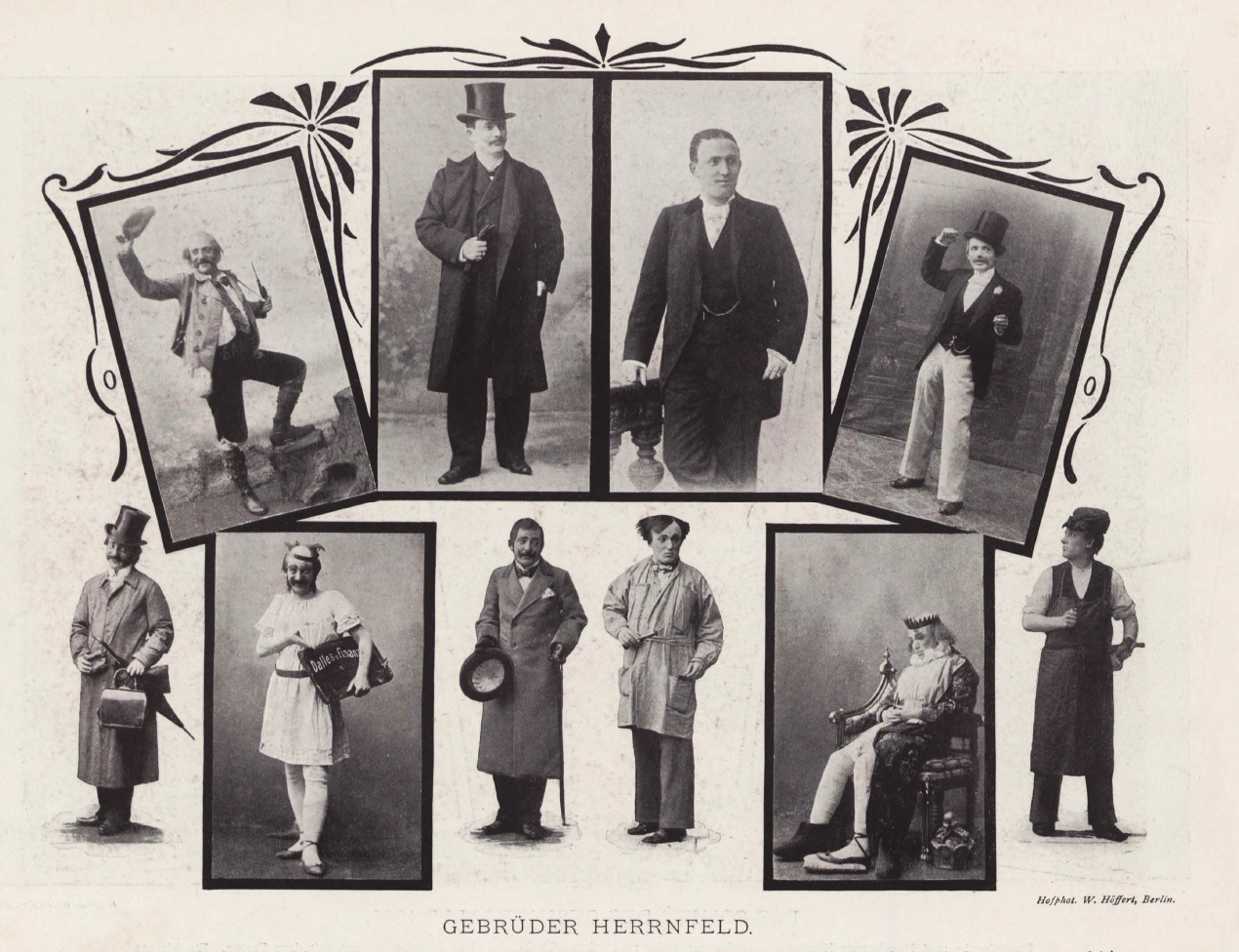
Les frères Herrnfeld (de), acteurs et dramaturges. Publiée dans la revue Berliner Leben, 1898, no 2.
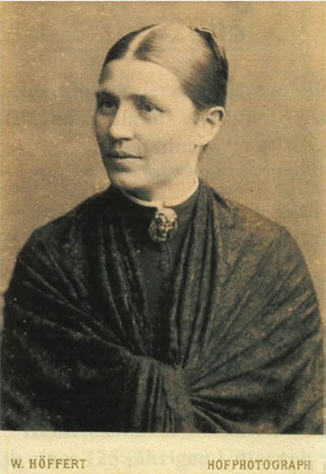
La femme d'affaires Agathe Zeis (de).
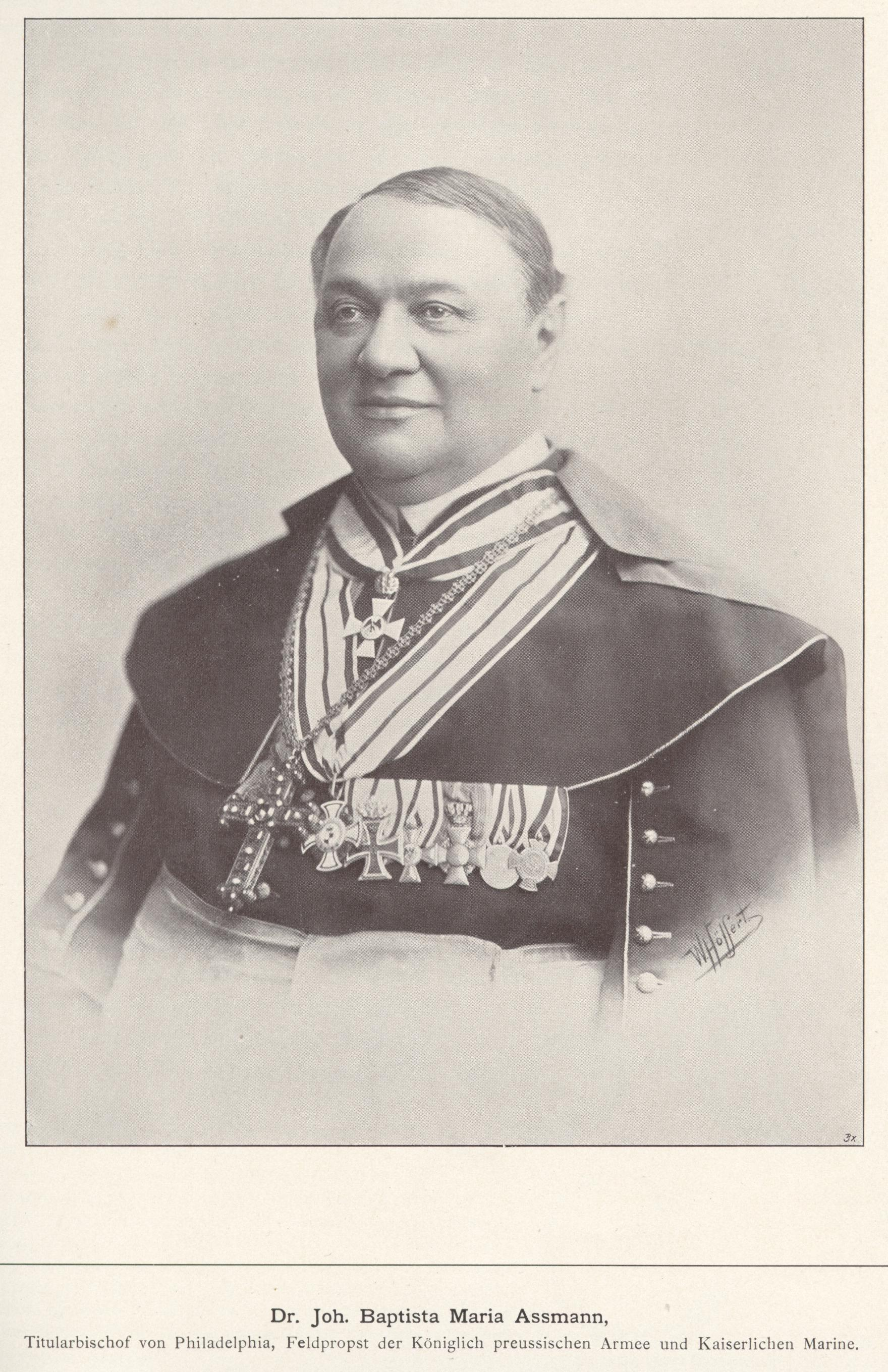
L'évêque Johannes Maria Assmann, évêque de l'armée de terre allemande, 1899.
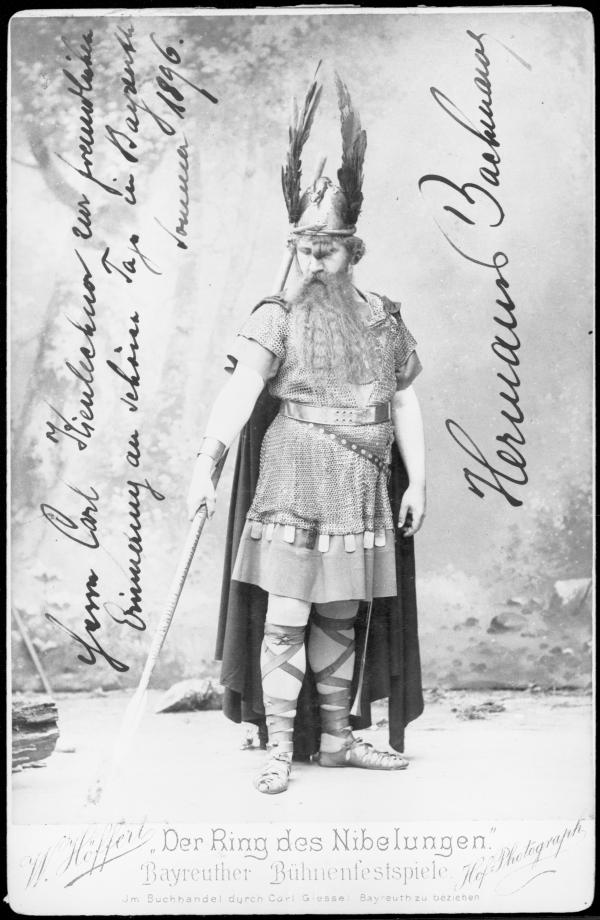
Le chanteur d'opéra Hermann Bachmann (de) dans Der Ring des Nibelungen (rôle de Hagen.
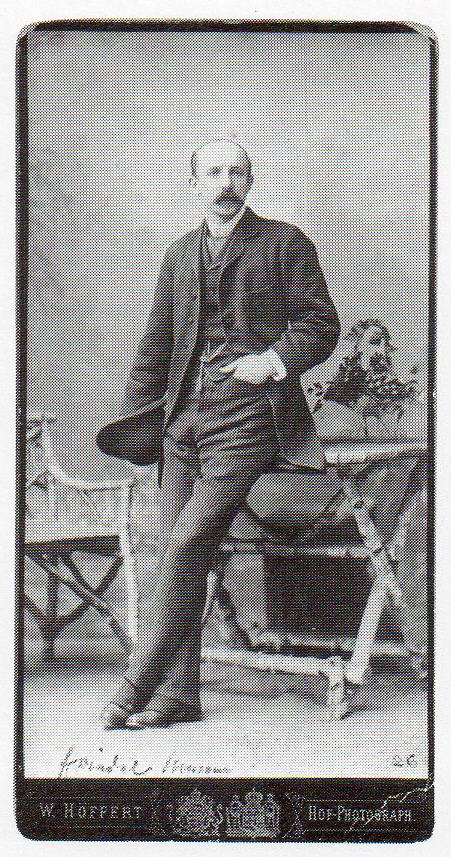
Friedrich Mann (de), qui a inspiré le personnage de Christian Buddenbrook du roman de Thomas Mann Les Buddenbrook, publié en  1901.